# Franța la Concursul Muzical Eurovision 2010
Franța  participă la concursul muzical Eurovision 2010, fiind una din cele 5 țări calificate direct în finală. Procesul selecționării reprezentantului la concurs a fost unul intern. La 19 februarie 2010 s-a anunțat că Jessy Matador cu melodia Allez! Ola! Olé! va reprezenta țara. 